# セコーカス (ニュージャージー州)
セコーカス（Secaucus）は、アメリカ合衆国ニュージャージー州のハドソン郡にある町。日本語では「シコーカス」と表記されることもある。人口は2万2181人（2020年）。マンハッタンの西15㎞に位置している。
かつてはニュージャージー・メドウランズと呼ばれた湿地が広がっていたが、工業、鉄道、物流用地に転用された。住宅地としては様々な制限があるため、定住人口は少ない。近年は、残った湿地の保護が課題となっている。